# Jean Ruth
Jean Ruth (10 de septiembre de 1917 – 18 de septiembre de 2004) fue una actriz y personalidad de radio estadounidense.

## Primeros años y carrera
Nacida en Malvern, Pensilvania, Ruth era hija de Davis Clifford Ruth y Evelyn Read Hillyer. y se graduó en el Monrovia High School en 1935 y en la Universidad de Colorado en 1941.
Como actriz, es conocida por su aparición en la película de Martin y Lewis At War with the Army (1950). Sus emisiones radiofónicas durante la Segunda Guerra Mundial, entre 1941 y 1944, sirvieron de base para la película musical Reveille with Beverly. Más tarde afirmó que, mientras emitía, le pedían que leyera en voz alta los títulos de canciones que no existían, lo que servía de mensaje secreto a la Resistencia francesa. Más tarde se hizo amiga de la famosa locutora de radio japonesa-estadounidense Iva Toguri, procesada por traición por sus emisiones desde Tokio.

## Vida personal
Estuvo casada con el pianista y director de orquesta estadounidense de swing y boogie-woogie Freddie Slack de 1945 a 1948.

## Filmografía

### Film
| Año  | Título                  | Papel                           | Notas           |
| ---- | ----------------------- | ------------------------------- | --------------- |
| 1939 | The Star Maker          | Butch                           | (sin acreditar) |
| 1945 | Youth for the Kingdom   | Carlotta Manson                 |                 |
| 1946 | O.S.S.                  | secretaria de Brady             | (sin acreditar) |
| 1946 | Double Rhythm           | Camarera                        | (sin acreditar) |
| 1947 | Ladies' Man             | Caroline                        | (sin acreditar) |
| 1947 | Suddenly It's Spring    | WAC Cpl. Michaels               |                 |
| 1949 | Alias Nick Beal         | Trabajadora de máquina sumadora | (sin acreditar) |
| 1950 | No Man of Her Own       | Enfermera                       | (sin acreditar) |
| 1950 | Riding High             | Enfermera                       | (sin acreditar) |
| 1950 | Fancy Pants             | Miss Wilkins                    | (sin acreditar) |
| 1950 | Union Station           | Mujer bonita                    |                 |
| 1950 | At War with the Army    | Millie                          |                 |
| 1951 | The Mating Season       | Dama de honor                   | (sin acreditar) |
| 1952 | Something to Live For   | Secretaria                      | (sin acreditar) |
| 1952 | The Lady and the Rocket | Lucille                         | (sin acreditar) |

### Television
| Año  | Título               | Papel         | Notas      |
| ---- | -------------------- | ------------- | ---------- |
| 1955 | Cavalcade of America |               |            |
| 1956 | Matinee Theater      |               |            |
| 1957 | Panic!               | Florence      | 1 episodio |
| 1957 | Highway Patrol       | Alma Wigram   | 1 episodio |
| 1957 | Harbor Command       | Jeanne Gorman | 1 episodio |